# Valerio di Saragozza
Valerio di Saragozza, anche Valero (Saragozza, III secolo – Enate, 315), è stato vescovo di Saragozza dal 290 al 315 e insieme al suo discepolo e diacono Vincenzo, soffrì il martirio durante la persecuzione di Diocleziano; è considerato santo dalla Chiesa cattolica ed era patrono della città di Saragozza, dove sono venerate le sue reliquie sin dal XII secolo. La sua festa si celebra il 29 gennaio.

## Biografia
Valerio nacque nel corso del III secolo, probabilmente a Saragozza. Secondo Prudenzio avrebbe fatto parte della famiglia romana dei Valerii, la quale avrebbe lasciato Roma per trasferirsi in Spagna proprio nel III secolo.
Durante l'impero di Diocleziano, Valerio reggeva la diocesi di Saragozza e con altri diciotto vescovi prese parte (intorno al 306) al Concilio di Elvira.
Il governatore Daciano attuava nella provincia Tarraconensis la persecuzione contro i cristiani indetta dagli imperatori Diocleziano e Massimiano: così fece imprigionare Valerio e il suddiacono Vincenzo e ordinò che entrambi fossero condotti a Valenza per essere interrogati. Valerio fu condannato all'esilio, mentre Vincenzo subiva il martirio.
Valerio, durante l'esilio ad Anet (Aragona), apprese la notizia del martirio del diacono e in suo onore avrebbe fatto costruire una chiesa.
Valerio morì nel 315 ad Anet senza mai tornare dall'esilio, benché nel 313 l'Editto di Milano avesse posto fine alle persecuzioni. Il suo corpo fu sepolto nella chiesa di Estada.

## Culto
Il Martirologio Geronimiano ricorda Valerio insieme con san Vincenzo il 22 gennaio e il 31 ottobre.
Il Martirologio Romano menziona Valerio il 22 gennaio: "Commemorazione di san Valerio, vescovo di Saragozza in Spagna, che partecipò al primo Concilio di Elvira e, condotto a Valencia insieme a san Vincenzo, fu mandato in esilio."
La città di Saragozza, di cui è patrono, lo ricorda il 29 gennaio.
Il 20 ottobre 1065 le sue reliquie furono recuperate dal vescovo Arnolfo di Estada e trasferite inizialmente a Roda de Isábena, nella chiesa di San Vincenzo; ma il braccio e il capo, dopo la reconquista di Saragozza, furono portati da Alfonso II nella cattedrale della città di cui il Santo era stato vescovo.
Un ritratto ideale di questo vescovo si trova nel magnifico busto reliquiario, in argento e smalto, donato da Benedetto XIII alla cattedrale di Saragozza nel XV secolo, e che probabilmente ritrae il papa stesso. È permanentemente esposta nella pala d'altare della cattedrale di Saragozza, accanto a quelle di san Vincenzo e san Lorenzo.